# Willie Taylor
William Kay „Willie“ Taylor (* 30. November 1869 in Edinburgh; † 24. Dezember 1948 ebenda) war ein schottischer Fußballspieler. In seiner Karriere gewann der Angreifer mit seinem Heimatverein Heart of Midlothian zweimal die Schottische Meisterschaft und den Schottischen Pokal.

## Karriere
Willie Taylor spielte in seiner Karriere für Heart of Midlothian und die Blackburn Rovers. Er begann sie in seiner Geburtsstadt Edinburgh bei den Hearts im Jahr 1885. Er blieb insgesamt 15 Jahre bei dem Verein, unterbrochen von einer sechsmonatigen Leihe in der ersten Jahreshälfte 1893 zu den Rovers nach England. Mit den Hearts gewann er zweimal die Meisterschaft und den Pokal in Schottland. In der Saison 1896/97 wurde Taylor mit 12 Treffern bester Torschütze in der Liga.
Am 2. April 1892 gab er sein Debüt für die schottische Fußballnationalmannschaft gegen England in Glasgow das mit einem 4:1 der Engländer endete. Es blieb für Taylor bei diesem einen Länderspiel.

## Erfolge
mit Heart of Midlothian:
- Schottischer Meister: 1895, 1897
- Schottischer Pokalsieger: 1891, 1896

Individuell:
- Torschützenkönig: 1897